# San Vincenzo La Costa
San Vincenzo la Costa község (comune) Olaszország Calabria régiójában, Cosenza megyében.

## Fekvése
A megye nyugati részén fekszik. Határai: Montalto Uffugo, Rende és San Fili.

## Története
A 15. században Piemontból származó valdensek alapították. A 19. század elején, amikor a Nápolyi Királyságban felszámolták a feudalizmust Montalto Uffugo része lett, majd hamarosan elnyerte önállóságát.

## Népessége
A népesség számának alakulása:

## Főbb látnivalói
- Palazzotto
- Palazzo Vercillo
- Palazzo Pagliaro
- Palazzo Miceli
- Palazzo Jacopetti
- San Vincenzo Martire-templom
- San Michele Arcangelo-templom
- San Donato-templom
- Beata Vergine del Carmelo-templom